# Per Ragnar
Per-Erik Ragnar, född 29 maj 1941 i Kalmar, är en svensk skådespelare, författare och regissör.

## Biografi
Per Ragnar växte upp i Lund och därefter Karlshamn, där han 1960 tog studenten vid läroverket.

### Hälsa och livsåskådning
Som 13-åring träffade han Starke Arvid i Karlshamns frisksportarstuga och kom i kontakt med Mahatma Gandhis icke-vålds-filosofi. Ragnar blev pacifist och vegetarian, senare med den danske mystikern Martinus Thomsen som favoritförfattare.  Martinus kosmologi har kommit att prägla hans livssyn. Genom åren har Ragnar också debatterat och föreläst om hälsa och vegetarisk livsföring och även skrivit en rad böcker om livsfrågor – däribland Därför är jag vegetarian (1976) – och egna diktsamlingar. År 1996 blev han den förste mottagaren av Svenska Vegetariska Föreningens utmärkelse Årets morot. År 2004 fick Ragnar Prosanapriset för att han under fyra decennier föreläst om kost, motion och egenvård.

### Skådespeleri och regi
Ragnar studerade vid Dramatens elevskola åren 1962–1965, då han parallellt också var ledare för amatörteaterverksamheten vid Mäster Olofsgården. Han var därefter verksam vid Dramaten ett par år och blev även regiassistent åt Ingmar Bergman, då denne 1966 satte upp Peter Weiss Rannsakningen (om Nürnbergrättegångarna). Åren 1966–1967 var Ragnar vid Uppsala stadsteater och var 1967–1975 verksam vid TV-teatern. För TV-teatern regisserade han också ett antal teaterproduktioner, såsom En satans person (1970) och trosdramat Tro, hopp och kärlek (1971) och blev 1969 ansvarig för den särskilda NU-teatergruppen där. Samtidigt var han också tillsammans med bland andra regissören Fred Hjelm med om att starta den vänsterpolitiskt inriktade ensemblen Proteatern i samarbete med Riksteatern – denna ensemble övergick snart i den fria gruppen Fria Proteatern. På Parkteatern, Riksteatern och Dramaten spelade Ragnar tillsammans med Christina Schollin i Carl Jonas Love Almqvists Det går an under loppet av fem år under tidigt 1970-tal. Han har även verkat som scenskolelärare och skrivit dramatik för Radioteatern.
Ragnar filmdebuterade 1968 i Jan Halldoffs sjukhusfilm Korridoren, vilken även gav honom Chaplin-priset som årets debutant. Uppmärksamhet fick han också i det tidiga 1970-talet med större roller i TV-serier som Röda rummet (1970) och Någonstans i Sverige (1973). Ragnar blev även känd för den breda TV-publiken som producent och programledare för Gomorron Sverige 1980–1985, där han avslutade varje sändning med att läsa en dikt.
År 1992 hade Ragnar premiär på den egna monologteaterproduktionen Hitlers bordssamtal, där han gestaltar Adolf Hitler utifrån dennes återgivna bordskonversationer. Pjäsen har han spelat på uppmärksammad turné runt om i Sverige sedan dess, utöver en TV-version. År 2007 utgav han boken Hitler: hans folk.
År 1998 sammanställde, regisserade och spelade Ragnar Berättelser om Livet, kärleken och döden, en helaftonsföreställning om H.C. Andersen för Riksteatern.
Ragnar fick sätta punkt för TV4:s 1990-talssåpopera Tre Kronor, där hans uppmärksammade rollfigur, den psykopatiske pastorn Sten Frisk, utförde ett självmordsattentat. År 2008 hade han en uppmärksammad biroll i skräckfilmen Låt den rätte komma in, i regi av Tomas Alfredson, för vilken han nominerades till en Guldbagge för Bästa manliga biroll 2009. År 2010 fortsatte Ragnar i skräckfilmsgenren med filmen Psalm 21, där han spelade mot bland andra Jonas Malmsjö.
År 2018 spelade Ragnar sin fyrahundrade föreställning av sin egen pjäs Luther – död eller levande tillsammans med organisten och sångaren Patrik Sandin.

### Andra uppdrag och utmärkelser
Åren 1985–1986 värvades han som informationschef för projektet Nya Åhléns City i Stockholm och ingick även i varuhusledningen.
Ragnar är sedan många år borgerlig officiant vid begravningar; första gången vid gode vännen Ted Gärdestad begravning. I samband med denna uppgift skrev han 2009 Om bland tusen stjärnor – en tankebok om döden.
Under några år har Ragnar varit huvudtalare vid första maj, såsom 2011 i Sölvesborg, 2012 i Uppsala och 2013 på Socialdemokraternas och LO:s demonstration i Katrineholm.
År 1968 fick han Dramatens Edvin Adolphson-stipendium. År 1973 i Berlin fick han som regissör Prix Futura, numera Prix Europa, för TV-filmen Hundarna med bland andra Gösta Ekman.
År 2016 tilldelades Ragnar Alice Tegnér-stipendiet.

### Familj
Ragnar har en dotter född 2001.

## Filmografi

### Film
- 1968 – Korridoren
- 1969 – En dröm om frihet
- 1969 – Nej
- 1977 – 91:an och generalernas fnatt
- 1978 – Chez Nous
- 1979 – Vad händer...?
- 1980 – Kärleken
- 1997 – Under ytan
- 1998 – Tulennielijä
- 1998 – Sista kontraktet
- 1999 – Hälsoresan – En smal film av stor vikt
- 2005 – Storm
- 2006 – Mirakel
- 2007 – Beck – Advokaten
- 2008 – Låt den rätte komma in
- 2009 – Kenny Begins
- 2010 – Maria Wern - Svart fjäril
- 2010 – Psalm 21
- 2012 – Den röda vargen
- 2018 – X & Y
- 2018 – Operation Ragnarök
- 2023 – Sockerexperimentet

### TV-produktioner
- 1968 – Svärdottern
- 1968 – Löftet
- 1968 – Exercis
- 1968 – Påsk
- 1968 – Jag talar om Jerusalem
- 1968 – Hönssoppa med korngryn
- 1969 – Biprodukten
- 1969 – Case
- 1969 – Vårdaren
- 1970 – Röda rummet
- 1970 – Det finns en chans
- 1971 – Låt ogräset växa
- 1972 – Experimentlek (barnprogram)
- 1972 – Disputationen
- 1972 – Trummor i natten
- 1973 – Livet leker
- 1973–1974 – Någonstans i Sverige (TV-serie)
- 1974 – Jourhavande
- 1974 – Domaren
- 1974 – Gustav III
- 1976 – Predikare-Lena
- 1979 – Skeppsredaren (TV-serie)
- 1988 – Polisen som vägrade ta semester (TV-serie)
- 1994, 1996, 1997-1999 - Tre kronor (TV-serie)
- 1999 – På sista versen - En liten film om döden
- 2000 – Skärgårdsdoktorn (TV-serie) (gästroll)
- 2002 – Annika Bengtzon (TV-serie)
- 2003 – Paragraf 9 (TV-serie)
- 2010 – Våra vänners liv (TV-serie)
- 2011 – Maria Wern (TV-serie)
- 2015 – Modus (TV-serie)
- 2016 – Springfloden (TV-serie) (gästroll)
- 2018 – Advokaten
- 2020 – Sommaren med släkten (TV-serie)
- 2021 – Max Anger – With one eye open (TV-serie)
- 2023 – Slutet på sommaren (TV-serie)
- 2024 – Whiskey on the Rocks (TV-serie)

### Regi
- 1968 – I samma rum (TV-teater)
- 1969 – Avfall (TV-teater)
- 1970 – En satans person (TV-teater)
- 1971 – Tro, hopp och kärlek (TV-teater)
- 1973 – Hundarna

## Teater

### Roller (ej komplett)
| År   | Roll                                            | Produktion                                                                            | Regi                          | Teater                        |
| ---- | ----------------------------------------------- | ------------------------------------------------------------------------------------- | ----------------------------- | ----------------------------- |
| 1964 | Arlecchino, Pantalones betjänt                  | Arlecchinos äventyr Giacomo Oreglia                                                   | Birgit Åkesson Kåre Gundersen | Dramaten                      |
| 1965 | Bondson II Soldat I (Bild 3) Soldat II (Bild 6) | Mutter Courage (Mutter Courage und ihre Kinder) Bertolt Brecht                        | Alf Sjöberg                   | Dramaten                      |
| 1965 | Inocenty                                        | Yvonne, prinsessa av Bourgogne (Iwona, księżniczka Burgunda) Witold Gombrowicz        | Alf Sjöberg                   | Dramaten                      |
| 1965 | Regissören                                      | Huset Werner Aspenström                                                               | Lars-Erik Liedholm            | Dramaten                      |
| 1965 | Prins Leonce, kung Peters son                   | Leonce och Lena (Leonce und Lena) Georg Büchner                                       | Lars-Erik Liedholm            | Dramaten                      |
| 1966 | Abiturient                                      | Markurells i Wadköping Hjalmar Bergman                                                | Per-Axel Branner              | Dramaten                      |
| 1966 | Klehr Vittne                                    | Rannsakningen (Die Ermittlung) Peter Weiss                                            | Ingmar Bergman                | Dramaten                      |
| 1966 | Vaktmästaren                                    | Herr Puntila och hans dräng Matti (Herr Puntila und sein Knecht Matti) Bertolt Brecht | Alf Sjöberg                   | Dramaten                      |
| 1968 | Pip Thomson                                     | Prima liv (Chips with Everything) Arnold Wesker                                       | Fred Hjelm                    | Proteatern                    |
| 1971 | Karl Svensson                                   | Karl Svenssons underbara öden Pi Lind och Jolo                                        | Pi Lind                       | Stockholms parkteater         |
| 1971 | Lacroix                                         | Dantons död (Dantons Tod) Georg Büchner                                               | Michael Meschke               | Dramaten                      |
| 1973 | Sergeanten                                      | Det går an Carl Jonas Love Almqvist                                                   | Pi Lind                       | Dramaten                      |
| 1992 | Adolf Hitler                                    | Hitlers bordssamtal Stig Jonasson och Per Ragnar                                      | Per Ragnar                    | Södra teatern                 |
| 1992 | Pappa Jonas                                     | Madicken Astrid Lindgren                                                              | Pernilla Skifs                | Göta Lejon                    |
| 1998 | H.C. Andersen                                   | Livet, döden och kärleken                                                             | Per Ragnar                    | Riksteatern                   |
| 2006 | Morfar                                          | Sol, vind och vatten Anders Butta Börjesson                                           | Anders Butta Börjesson        | Chinateatern                  |
| 2012 |                                                 | Tartuffe (Tartuffe, ou l'Imposteur) Molière                                           | Fredrik Hiller                | Hågelby gård                  |
| 2012 | Advokaten                                       | Pappas pojk (Hurra, ein Junge) Franz Arnold och Ernst Bach                            | Berit Carlberg                | Wendela Hebbes friluftsteater |
| 2013 | Svärfar                                         | Den girige (L'Avare ou l'École du mensonge) Molière                                   | Fredrik Hiller                | Hågelby friluftsteater        |
| 2014 | Översten                                        | Charleys tant (Charley's Aunt) Brandon Thomas                                         | Fredrik Hiller                | Mälarhöjdens friluftsteater   |
| 2015 | Advokaten                                       | Don Juan                                                                              | Fredrik Hiller                | Mälarhöjdens friluftsteater   |